# Geräuschkulisse
Als Geräuschkulisse wird die Gesamtheit der Geräusche bezeichnet, die den akustischen Rahmen für einen Vorgang oder eine Handlung bilden. Ursprünglich wurde der Begriff für die (künstlich geschaffenen) Geräusche bei Theateraufführungen, in Filmen und Hörspielen verwendet. Heute ist Atmo der gängige Begriff für aufgezeichnete Geräusche. 
Der Ausdruck findet auch im Alltagsleben Verwendung (z. B. Ein lautstarkes Pfeifkonzert bildete die Geräuschkulisse für die Ansprache des Spitzenpolitikers.).